# Kanton Malestroit
Der Kanton Malestroit war bis 2015 ein französischer Kanton im Arrondissement Vannes, im Département Morbihan und in der Region Bretagne; sein Hauptort war Malestroit. Aufgrund der Neuordnung der Kantone in Frankreich 2015 wurde der Kanton aufgelöst und die Gemeinden mit einer Ausnahme dem neuen Kanton Moréac zugeschlagen; die Gemeinde Mousterrin kam zum Kanton Ploërmel.

## Gemeinden
Der Kanton Malestroit umfasste 14 Gemeinden:
| Gemeinde                | Bretonisch          | Einwohner (2014) | Fläche (km²) | Code postal | Code Insee |
| ----------------------- | ------------------- | ---------------- | ------------ | ----------- | ---------- |
| Bohal                   | Bohal               | 802              | 8,45         | 56140       | 56020      |
| Caro                    | Karozh              | 1.192            | 37,74        | 56140       | 56035      |
| La Chapelle-Caro        | Chapel-Karozh       | 1.344            | 16,49        | 56460       | 56037      |
| Le Roc-Saint-André      | Roz-Sant-Andrev     | 928              | 9,93         | 56460       | 56197      |
| Lizio                   | Lizioù              | 738              | 16,96        | 56460       | 56112      |
| Malestroit              | Malastred           | 2.461            | 5,81         | 56140       | 56124      |
| Missiriac               | Megerieg            | 1.108            | 13,47        | 56140       | 56133      |
| Monterrein              | Mousterrin          | 393              | 7,01         | 56800       | 56138      |
| Ruffiac                 | Rufieg              | 1.421            | 36,47        | 56140       | 56200      |
| Saint-Abraham           | Sant-Abran          | 544              | 6,72         | 56140       | 56202      |
| Saint-Guyomard          | Sant-Gwioñvarc'h    | 1.311            | 19,66        | 56460       | 56219      |
| Saint-Marcel            | Sant-Marc'hell      | 1.052            | 12,81        | 56140       | 56228      |
| Saint-Nicolas-du-Tertre | Sant-Nikolaz-ar-Roz | 474              | 12,93        | 56910       | 56230      |
| Sérent                  | Serent              | 3.057            | 59,67        | 56460       | 56244      |
| Kanton                  | Malastred           | 16.660 (2012)    | 264,12       | –           | 5619       |

## Bevölkerungsentwicklung
| 1962   | 1968   | 1975   | 1982   | 1990   | 1999   | 2006   | 2012   |
| ------ | ------ | ------ | ------ | ------ | ------ | ------ | ------ |
| 13.956 | 13.659 | 13.599 | 14.102 | 14.409 | 14.690 | 15.784 | 16.660 |